# Сан-Морі
Сан-Морі (кат. Sant Mori) - муніципалітет, розташований в Автономній області Каталонія, в Іспанії. Знаходиться у районі (кумарці) Ал Ампурда провінції Жирона, згідно з новою адміністративною реформою перебуватиме у складі Баґарії (округи) Жирона.

## Населення
Населення міста (у 2007 р.) становить 163 особи (з них менше 14 років - 8,6%, від 15 до 64 - 77,3%, понад 65 років - 14,1%). У 2006 р. народжуваність склала 0 осіб, смертність - 5 осіб, зареєстровано 0 шлюбів. У 2001 р. активне населення становило 54 особи, з них безробітних - 5 осіб.

Серед осіб, які проживали на території міста у 2001 р., 117 народилися в Каталонії (з них 58 осіб у тому самому районі, або кумарці), 12 осіб приїхало з інших областей Іспанії, а 12 осіб приїхало з-за кордону. 

Університетську освіту має 15,6% усього населення. 

У 2001 р. нараховувалося 51 домогосподарство (з них 29,4% складалися з однієї особи, 21,6% з двох осіб,11,8% з 3 осіб, 25,5% з 4 осіб, 5,9% з 5 осіб, 3,9% з 6 осіб, 2% з 7 осіб, 0% з 8 осіб і 0% з 9 і більше осіб).

Активне населення міста у 2001 р. працювало у таких сферах діяльності : у сільському господарстві - 14,3%, у промисловості - 10,2%, на будівництві - 16,3% і у сфері обслуговування - 59,2%. 

 У муніципалітеті або у власному районі (кумарці) працює 38 осіб, поза районом - 35 осіб.

### Безробіття
У 2007 р. нараховувалося 2 безробітних (у 2006 р. - 1 безробітний), з них чоловіки становили 50%, а жінки - 50%.

## Економіка

### Підприємства міста

#### Промислові підприємства
| \| Промислові підприємства міста, за сферою діяльності \| Промислові підприємства міста, за сферою діяльності \| Промислові підприємства міста, за сферою діяльності \| \| Рік \| 2002 р. \| 2001 р. \| \| --------------------------------------------------- \| --------------------------------------------------- \| --------------------------------------------------- \| \| Енергетичні та водні ресурси \| 75% \| 100% \| \| Хімія та метали \| 0% \| 0% \| \| Переробка металів \| 0% \| 0% \| \| Продукти харчування \| 0% \| 0% \| \| Текстиль \| 0% \| 0% \| \| Виробництво меблів, видання \| 25% \| 0% \| \| Інше \| 0% \| 0% \| \| Усього підприємств \| 4 \| 3 \| |         |         |
| Промислові підприємства міста, за сферою діяльності |         |         |
| Рік | 2002 р. | 2001 р. |
| Енергетичні та водні ресурси | 75%     | 100%    |
| Хімія та метали | 0%      | 0%      |
| Переробка металів | 0%      | 0%      |
| Продукти харчування | 0%      | 0%      |
| Текстиль | 0%      | 0%      |
| Виробництво меблів, видання | 25%     | 0%      |
| Інше | 0%      | 0%      |
| Усього підприємств | 4       | 3       |

#### Роздрібна торгівля
| \| Підприємства роздрібної торгівлі міста, за сферою діяльності \| Підприємства роздрібної торгівлі міста, за сферою діяльності \| Підприємства роздрібної торгівлі міста, за сферою діяльності \| \| Рік \| 2002 р. \| 2001 р. \| \| ------------------------------------------------------------ \| ------------------------------------------------------------ \| ------------------------------------------------------------ \| \| Продукти харчування \| 100% \| 100% \| \| Одяг та взуття \| 0% \| 0% \| \| Товари для дому \| 0% \| 0% \| \| Книги та періодичні видання \| 0% \| 0% \| \| Промислова хімічна продукція \| 0% \| 0% \| \| Продукція, пов'язана з транспортними засобами \| 0% \| 0% \| \| Інше \| 0% \| 0% \| \| Усього підприємств \| 1 \| 1 \| |         |         |
| Підприємства роздрібної торгівлі міста, за сферою діяльності |         |         |
| Рік | 2002 р. | 2001 р. |
| Продукти харчування | 100%    | 100%    |
| Одяг та взуття | 0%      | 0%      |
| Товари для дому | 0%      | 0%      |
| Книги та періодичні видання | 0%      | 0%      |
| Промислова хімічна продукція | 0%      | 0%      |
| Продукція, пов'язана з транспортними засобами | 0%      | 0%      |
| Інше | 0%      | 0%      |
| Усього підприємств | 1       | 1       |

#### Сфера послуг
| \| Підприємства міста, що працюють у сфері послуг, за діяльністю \| Підприємства міста, що працюють у сфері послуг, за діяльністю \| Підприємства міста, що працюють у сфері послуг, за діяльністю \| \| Рік \| 2002 р. \| 2001 р. \| \| ------------------------------------------------------------- \| ------------------------------------------------------------- \| ------------------------------------------------------------- \| \| Гуртова торгівля \| 0% \| 0% \| \| Готелі та готельний бізнес \| 0% \| 0% \| \| Транспорт та зв'язок \| 0% \| 0% \| \| Посередницькі фінансові послуги \| 25% \| 33,3% \| \| Послуги підприємствам \| 0% \| 0% \| \| Послуги фізичним особам \| 25% \| 33,3% \| \| Нерухомість та ін. \| 50% \| 33,3% \| \| Усього підприємств \| 4 \| 3 \| |         |         |
| Підприємства міста, що працюють у сфері послуг, за діяльністю |         |         |
| Рік | 2002 р. | 2001 р. |
| Гуртова торгівля | 0%      | 0%      |
| Готелі та готельний бізнес | 0%      | 0%      |
| Транспорт та зв'язок | 0%      | 0%      |
| Посередницькі фінансові послуги | 25%     | 33,3%   |
| Послуги підприємствам | 0%      | 0%      |
| Послуги фізичним особам | 25%     | 33,3%   |
| Нерухомість та ін. | 50%     | 33,3%   |
| Усього підприємств | 4       | 3       |

## Житловий фонд
У 2001 р. 2% усіх родин (домогосподарств) мали житло метражем до 59 м², 25,5% - від 60 до 89 м², 27,5% - від 90 до 119 м² і
45,1% - понад 120 м².

З усіх будівель у 2001 р. 30,6% було одноповерховими, 58,6% - двоповерховими, 10,8
% - триповерховими, 0% - чотириповерховими, 0% - п'ятиповерховими, 0% - шестиповерховими,
0% - семиповерховими, 0% - з вісьмома та більше поверхами.

## Автопарк
| \| Автомобілі, зареєстровані у місті, за призначенням \| Автомобілі, зареєстровані у місті, за призначенням \| Автомобілі, зареєстровані у місті, за призначенням \| \| Рік \| 2006 р. \| 2005 р. \| \| -------------------------------------------------- \| -------------------------------------------------- \| -------------------------------------------------- \| \| Приватні автомобілі \| 64,5% \| 64,7% \| \| Мотоцикли \| 14,3% \| 12,9% \| \| Вантажівки \| 19,4% \| 20,9% \| \| Трактори \| 0% \| 0% \| \| Автобуси та ін. \| 1,8% \| 1,5% \| \| Усього автомобілів \| 217 шт. \| 201 шт. \| |         |         |
| Автомобілі, зареєстровані у місті, за призначенням |         |         |
| Рік | 2006 р. | 2005 р. |
| Приватні автомобілі | 64,5%   | 64,7%   |
| Мотоцикли | 14,3%   | 12,9%   |
| Вантажівки | 19,4%   | 20,9%   |
| Трактори | 0%      | 0%      |
| Автобуси та ін. | 1,8%    | 1,5%    |
| Усього автомобілів | 217 шт. | 201 шт. |

## Вживання каталанської мови
У 2001 р. каталанську мову у місті розуміли 97,1% усього населення (у 1996 р. - 99,3%), вміли говорити нею 90,6% (у 1996 р. - 
91,5%), вміли читати 87,8% (у 1996 р. - 92,2%), вміли писати 56,8
% (у 1996 р. - 55,3%). Не розуміли каталанської мови 2,9%.

## Політичні уподобання
У виборах до Парламенту Каталонії у 2006 р. взяло участь 87 осіб (у 2003 р. - 108 осіб). Голоси за політичні сили розподілилися таким чином:
| \| Вибори до Парламенту Каталонії \| Вибори до Парламенту Каталонії \| Вибори до Парламенту Каталонії \| \| Рік \| 2006 р. \| 2003 р. \| \| -------------------------------------- \| ------------------------------ \| ------------------------------ \| \| Конвергенція та Єднання (CiU) \| 51,7% \| 50% \| \| Соціалістична партія Каталонії (PSC) \| 12,6% \| 12% \| \| Народна партія (PP) \| 3,4% \| 5,6% \| \| Ініціатива за зелену Каталонію (IC) \| 6,9% \| 7,4% \| \| Республіканська лівиця Каталонії (ERC) \| 18,4% \| 23,1% \| \| Громадянська партія (C's) \| 3,4% \| 0% \| \| Інші \| 3,4% \| 1,9% \| |         |         |
| Вибори до Парламенту Каталонії |         |         |
| Рік | 2006 р. | 2003 р. |
| Конвергенція та Єднання (CiU) | 51,7%   | 50%     |
| Соціалістична партія Каталонії (PSC) | 12,6%   | 12%     |
| Народна партія (PP) | 3,4%    | 5,6%    |
| Ініціатива за зелену Каталонію (IC) | 6,9%    | 7,4%    |
| Республіканська лівиця Каталонії (ERC) | 18,4%   | 23,1%   |
| Громадянська партія (C's) | 3,4%    | 0%      |
| Інші | 3,4%    | 1,9%    |